# Донар (баскетбольный клуб)
«Донар Гронинген» (англ. Donar Groningen) — нидерландский баскетбольный клуб из города Гронинген. Команда выступает в Высшем дивизионе Нидерландов. Клуб трижды выигрывал национальное первенство, в 1982, 2004 и 2010 году. В 2005 году клуб стал обладателем Кубка Нидерландов. В 2010 году Донар стал первым голландским клубом, принявшим участие в квалификационном раунде Евролиги.

## Достижения
Чемпион Нидерландов (3)1982, 2004, 2010.
Обладатель Кубка Нидерландов (2)2005, 2011.